# Kim Hu-ran
Dans ce nom coréen, le nom de famille, Kim, précède le nom personnel.
Pour les articles homonymes, voir Kim.
Kim Hu-ran (en hangeul : 김후란) est une poétesse sud-coréenne,  née à Séoul le 16 décembre 1934. 

## Biographie
Kim Hu-ran est aussi connue sous le prénom "Hyeong-deok" ; elle est née à Séoul le 16 décembre 1934,. Elle mène une carrière dans le journalisme en tant que reporter puis éditrice pour plusieurs journaux. Elle quitte ses études au département d'économie de l'université nationale de Séoul pour occuper un emploi en tant que journaliste dans divers quotidiens tels que Hankook Ilbo, le Seoul Shinmun, et au sein de la section culturelle du journal Kyunghyang Shinmun. Elle a été également présidente de l'Institut de protection des femmes en Corée. 
Sa carrière littéraire commence avec la publication de son poème Chansons pour aujourd'hui (Oneureul wihan norae) et Escargot (Dalpaeng-i) dans la revue Hyundae Munhak (Littérature contemporaine) en 1960.

## Œuvre
Dans ses poèmes, Kim Hu-ran essaye d'atteindre un monde d'un parfait équilibre, et d'une beauté parfaite à travers la discipline et le contrôle de soi. Elle voit ainsi la vie à travers la perspective d'un arbre, arbre depuis lequel elle nourrit sa pensée et son âme pour atteindre la sagesse et la maturité. Ses poèmes analysent par ailleurs les conflits et les contradictions de la vie au quotidien, et captent la beauté et la complexité de la nature. Ses premiers poèmes Arbres au bord de la rivière (Gangga-e seon namudeul), Échos dans la mer (Bada-e me-ari chineun) et Devant la Pagode de Dabo (Dabotap apeseo) sont autant de portraits des tribulations de la vie quotidienne. 
Kim est reconnue comme poète dite « lyrique » par opposition aux poètes dits « ontologiques » en Corée du Sud.  

### Distinctions
- 1969 : 14e édition du Prix de ittérature contemporaine (Hyundae Munhak) pour 粧刀와 薔薇 Canif et rose
- 1977 : 12e édition du Prix Woltan pour 어떤 파도, Une vague[1]
- 2013 : Prix de l'Association des poètes coréens pour 새벽, 창을 열다 L'aube, ouvrir la fenêtre[5]